# TAAZE讀冊生活

TAAZE讀冊生活首頁截圖

TAAZE讀冊生活，或稱TAAZE讀冊生活網路書店，是一家臺灣網路書店，由博客來創辦人張天立於2010年創立，販售各類新書、電子書、回頭書與二手書。其亦捐贈賣家已全權讓渡予其的二手書給需要的單位。

## 大事紀
- 2009年4月29日，學思行數位行銷股份有限公司成立[1]。
- 2010年9月1日，TAAZE讀冊生活正式上線營運[4][5]。
- 2010年12月1日，與萊爾富擴大合作服務項目，賣家可至全台萊爾富門市寄送二手書[2]。
- 2011年5月10日，與兒童福利聯盟文教基金會號召台灣宅配通及萊爾富超商共同投入「偏鄉二手童書大募集」[6]。
- 2011年7月1日，TAAZE讀冊生活簡體書館正式上線[7][8]。並與問津堂書局合作[9]。
- 2012年11月28日，「TAAZE行動APP」上線，並首推以圖搜書的功能(與Viscovery技術合作)。
- 2013年1月23日，與udn買東西合作，在圖書文創類別新增讀冊專區，第一階段提供42萬冊繁體書籍和雜誌供網友購買，待第二、三階段上架簡體書和二手書後，將能為udn買東西新增多達100萬冊書籍商品。
- 2013年8月1日，標得全國公教員工網路購書方案，至2015年7月31日止，為期2年。
- 2014年3月7日，TAAZE讀冊生活二手書代售期限由三年修改為一年。
- 2014年4月16日，與FamilyMart擴大合作服務項目，賣家可至全台FamilyMart門市寄送二手書。
- 2014年6月5日，舉辦TAAZE讀冊生活世界環保日並售出76萬冊二手書。
- 2014年6月26日，與門諾醫院愛心小舖合作二手書義賣活動，約有1300位加盟主參與，募得近24萬元。
- 2014年9月10日，與誠品書店文化藝術基金會合作，捐贈3000冊二手書予閱讀分享計劃送至全台各鄉鎮部落。
- 2014年9月25日，共1183位二手書加盟主捐贈，在臺北捷運中山地下書街舉行二手書園遊會。
- 2017年起，陸續有消費者於TAAZE讀冊生活購買書籍後收到詐騙電話，詐騙案件已累積上百件。讀冊啟動資安管控, 全面檢視資訊安全架構, 導入專業網路資安防護設備. 安裝刑事警察局資安防護監控設備於系統網路中.
- 2021年起, 網路電商的個資洩漏事件已經很少聽到讀冊生活的名字. 足見資訊安全改善已經逐步見到成效.(使用者減少與資訊安全改善是兩回事)

## 外部連結
- TAAZE（页面存档备份，存于）（繁體中文）
- TAAZE讀冊生活的Facebook專頁
- TAAZE讀冊生活的Instagram帳戶